# Super Soccer
Super Soccer är ett fotbollsspel till Super NES som utkom 1991 i Japan och maj 1992 i USA. Spelet utvecklades av Human Entertainment och släpptes av Nintendo. Spelaren kan välja bland 16 olika landslag att spela med.

## Lag
Efter ranking
- Tyskland
- Argentina
- Italien
- Brasilien
- Nederländerna
- England
- Kamerun
- Rumänien
- Irland
- Frankrike
- USA
- Japan
- Colombia
- Jugoslavien
- Uruguay
- Belgien

### Fotnoter
1. 1 2 3 4  Super Soccer på GameFAQs
2. ↑  ”Soundtrack Information”. SNESmusic.org. http://snesmusic.org/v2/profile.php?profile=set&selected=2841.